# Askos

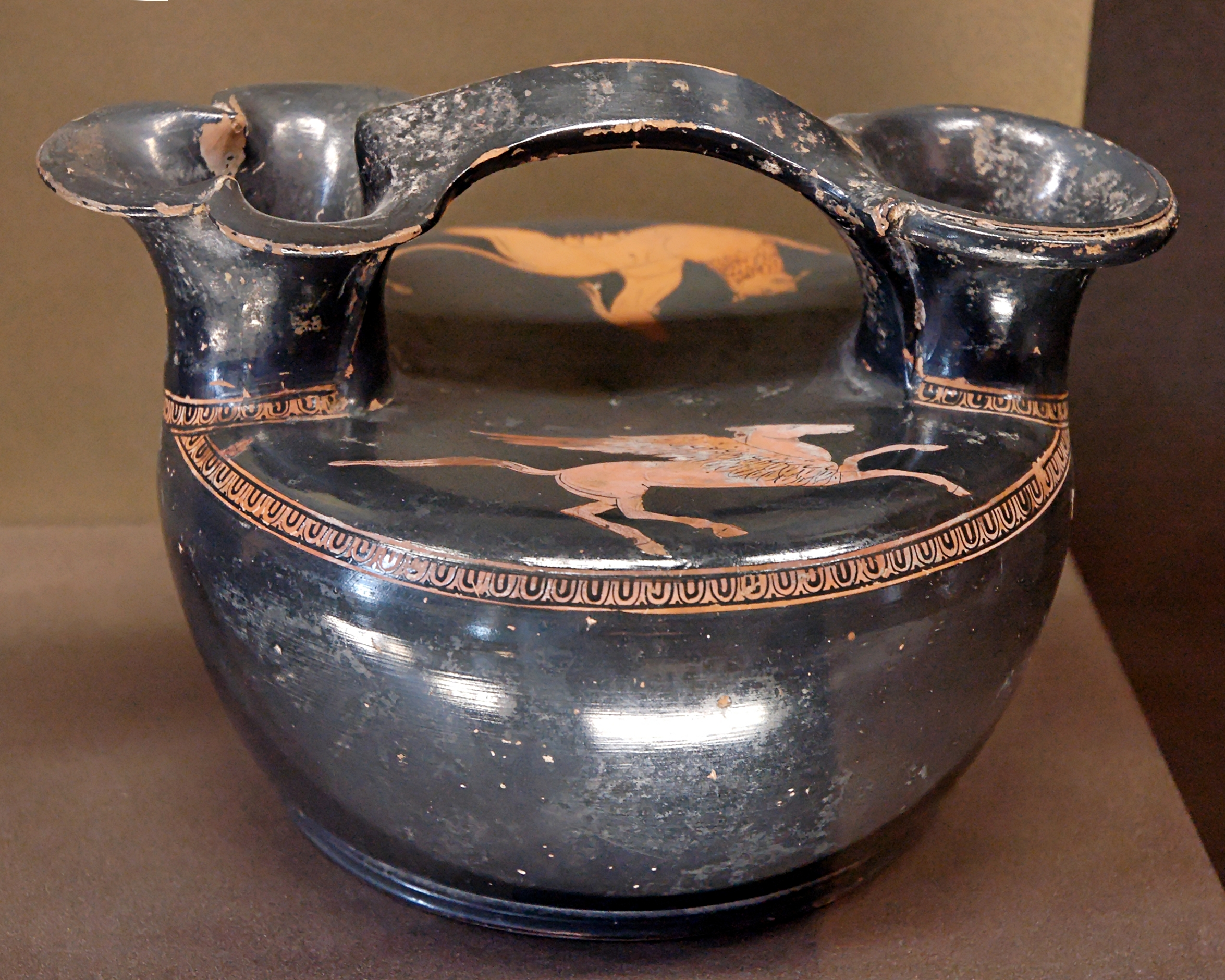
Un askos greco-attico insolitamente grande al Louvre.

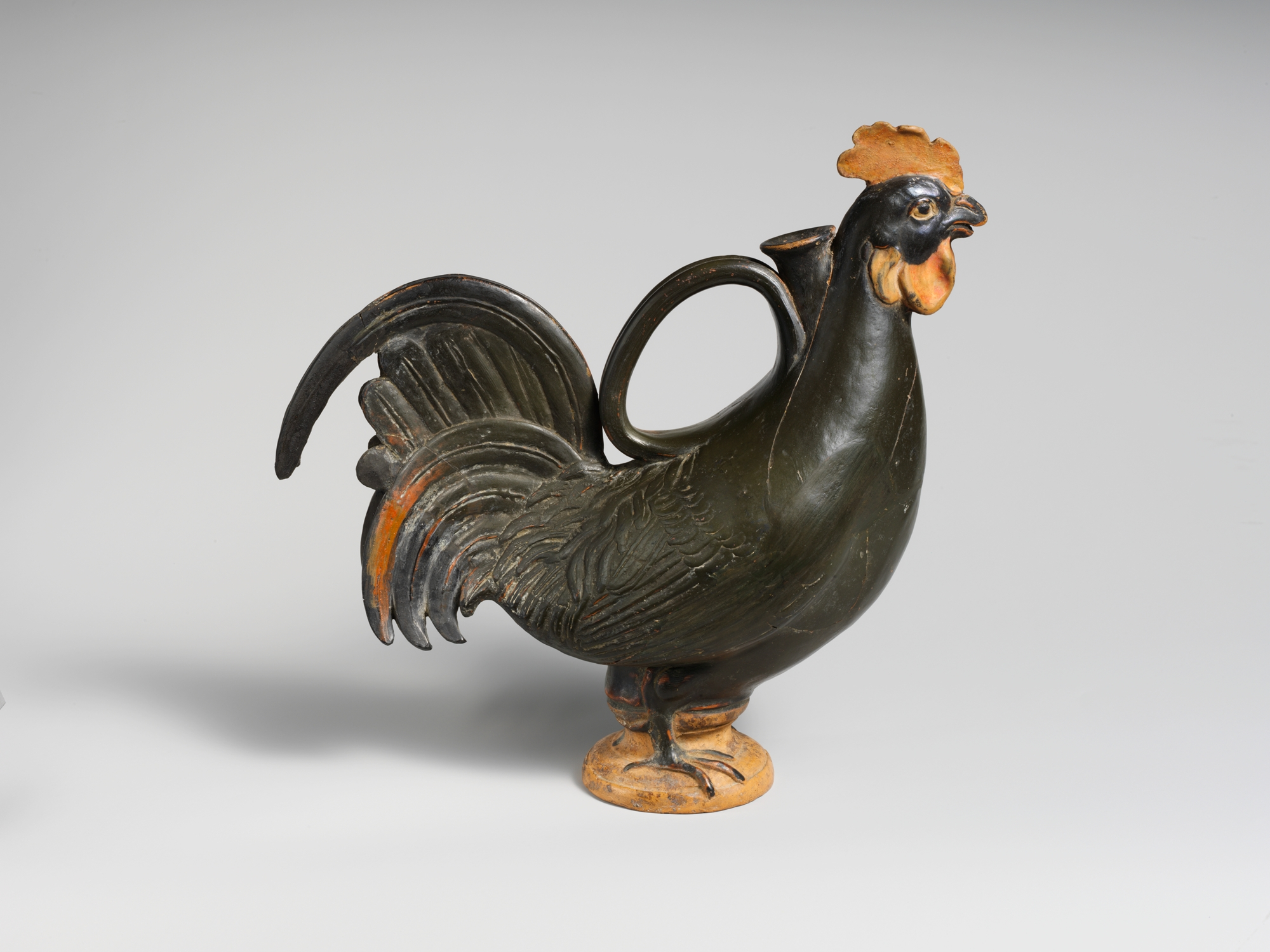
Askos etrusco a forma di gallo, IV secolo a.C., Metropolitan Museum of Art, New York

L'askos o asco (greco antico - tubo; plurale - askoi) è un'antica forma greca di vaso usata per versare piccole quantità di liquidi oleosi, utilizzata come unguentario o per riempire le lampade ad olio. Il nome col quale in epoca moderna si designa tale forma è convenzionale, esso era originariamente usato per gli otri da vino in pelle d'animale, come se ne vedono spesso sulle rappresentazioni vascolari a tema dionisiaco, e viene usato in epoca moderna per designare questa forma vascolare in base alla somiglianza morfologica. 
L'uso è diffuso in Grecia e in Italia già in epoca preistorica e perdurante fino al periodo classico ed ellenistico. 
Una tipologia di askos ha la forma piatta e tonda, più larga che alta, e per un tubo (collo) con beccuccio, impostato a una o a entrambe le estremità, collegato all'ansa leggermente arcuata che si estende lungo tutta la parte superiore, da un beccuccio all'altro o da un'estremità del corpo al beccuccio sull'estremità opposta. La caratteristica forma del collo lo rende adatto a trattenere la fuoriuscita dei liquidi oleosi. Sono in genere variamente ornati con decorazioni geometriche e figurate, frequenti sia a figure rosse, sia a vernice nera. 
Ne esistono varianti plastiche zoomorfe o antropomorfe bifronti di stile teatrale, realizzate in ceramica od in bronzo. Di questa tipologia  un esemplare è conservato nei Musei Vaticani, ricorda le maschere del Teatro Kabuki tradizionale giapponese. una variante di dimensioni maggiori e con corpo profondo a forma di uccello è frequente nella ceramica italiota, e in quella apula in particolare; gli askoi canosini, ancora più grandi, derivano da una tipologia indigena presente nella ceramica daunia. 
Altri particolari esemplari provengono dal territorio di Crotone: si tratta di un askos in bronzo datato al 540-530 a.C. proveniente dalla chora meridionale di Kroton in territorio di Cutro, e di un secondo askos in bronzo, proveniente dalla loc. Murge di Strongoli, entrambi di raffinata fattura e raffiguranti delle sirene, le figure mitologico-religiose greche dal corpo di uccello e la testa di donna; l'impugnatura è un kouros (giovane) portato sulle spalle della sirena, e rappresenta un defunto trasportato dalla sirena; provengono infatti da contesti funerari a corredo di tombe: si pensava infatti che le sirene stazionavano alle porte degli Inferi con il compito di consolare le anime dei defunti con il loro dolce canto e di accompagnarle nell'Ade.